# Estornell de jungla
L'estornell de jungla (Onychognathus fulgidus) és una espècie d'ocell de la família dels estúrnids (Sturnidae). Es troba a gran part de l'Àfrica Subsahariana. Habita els boscos tropicals i subtropicals de frondoses humits i de l'estatge montà. El seu estat de conservació es considera de risc mínim.